# Leonhard à Wengen
 (décembre 2020).
Leonhard à Wengen, né le 20 janvier 1680 à Bâle et mort le 10 avril 1721 dans cette même ville, est un peintre suisse.

## Biographie
Artiste-peintre, né à Bâle (Theodorskirche) le 20 janvier 1680, mort à Bâle (Leonhardskirche) le 10 avril 1721, fils de Hans Rudolf (Ier) von Wengen et de Beatrix Uebelin, est d’abord l’élève du peintre Hans Heinrich (1697). Il est reçu le 25 février 1700 à la corporation zum Himmel et devient ensuite l’élève d’Heinrich Faust (1645-), avant d’ouvrir finalement un atelier en 1710 pour peindre des dessus-de-porte dans le genre de Claude Le Lorrain.

### Famille
Issu de la famille à Wengen (Thurgovie), dont l’ultime rejeton quitte Constance pour s’installer à Bâle vers 1550, il épouse en 1711 Anna Rosina Godrio, née à Bâle (Martinskirche) le 9 septembre 1672, fille de Johannes Godrio et d’Ursula Meyer zum Hirzen, laquelle compte parmi ses ancêtres le célèbre réformateur de Strasbourg, Wolfgang Fabricius Capito (1478-1541). 
Sans postérité du nom ayant survécu, Leonhard à Wengen transmet son atelier à son neveu Johann Rudolf (II) à Wengen (1704-1772).